# Dvärgciklider

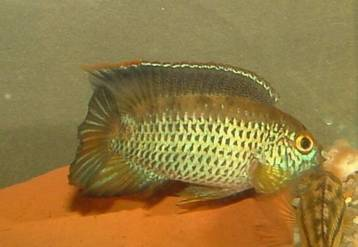
Grön bågciklid, Nannacara anomala, är en dvärgciklid som förekommer i Franska Guyana, Guyana och Surinam.

Dvärgciklider avser inom akvaristik ett antal småvuxna fiskarter i familjen ciklider. Arter som räknas som dvärgciklider är vanligen mindre än 10 centimeter långa. Dessa små ciklider är förvisso revirhävdande men till skillnad från de flesta av sina större släktingar vanligtvis relativt fredliga, varför många blivit populära som akvariefiskar.
Dvärgciklider finns bland annat i de sydamerikanska släktena Aequidens, Apistogramma, Biotoecus, Cleithracara, Dicrossus, Krobia, Laetacara, Mikrogeophagus, Nannacara, Taeniacara, Teleocichla. Ibland räknar man också in arter i de afrikanska släktena Anomalochromis, Nanochromis, Pelvicachromis, och Pseudocrenilabrus till dvärgcikliderna. Notera att flertalet av alla ovanstående släkten också omfattar arter där de fullvuxna individerna blir betydligt längre än 10 centimeter, och att just dessa arter därför inte inräknas bland dvärgcikliderna, oavsett släkte.